# さそり座の女
『さそり座の女』（さそりざのおんな）は、1972年12月20日に発売された美川憲一の25作目のシングル。 

## 概要
- 「柳ヶ瀬ブルース」と並ぶ、美川の代表曲のひとつ。
- 作詞は、横浜のバンドホテルの社長夫人の斉藤律子。
- 元々は「さそり座の女」がB面曲として収録される予定だったが、曲を気に入った美川がクラウンレコードに直接頼み込んでA面として発売し、オリコン集計で9.7万枚を売り上げるヒット曲になった。オリコン演歌チャートでは3週連続トップ10入りを記録した[1]。
- 3番目の歌詞「紅茶が冷めるわさあどうぞ　それには毒など入れないわ」の部分は、当初「高価なワインをさあどうぞ　それには毒など入れないわ」という歌詞だった。このままでは歌詞があまりに過激すぎるということで、中川博之が現在の歌詞に書き替えて、発売となった。
- 『NHK紅白歌合戦』においても度々歌われ、2009年までに計7回歌唱している。2006年・57回はオペラ、2007年・第58回はパラパラ、2008年・第59回はサンバ、2009年・第60回はインド風で歌唱。2006年から2009年まで4年連続で歌唱しているが、同一歌手による同一曲連続歌唱は最多タイ記録（夏川りみ「涙そうそう」、ゴールデンボンバー「女々しくて」に並ぶ）となっている。

## その他
- 1991年の新録音バージョンも存在する。ベスト版ではしばしばこちらが収録されている。
- 1991年6月に発売されたアルバム『ゴールデン・パラダイス』では「さそり座の女Part1」、「さそり座の女Part2」とそれぞれ大胆なアレンジが施されたリメイク版が収録されている。Part2のアレンジは後に2006年から2009年の紅白歌合戦で歌われた「〜〇〇バージョン〜」の基になっている。
- 2003年にマキシシングル化された。
- 2021年12月19日に行われたお笑いコンテスト『M-1グランプリ2021』で、1番手で出場したモグライダーが当楽曲をテーマとした漫才を披露した[2][3]。美川はM-1グランプリを視聴していなかったものの、事務所スタッフから当楽曲を使った漫才が披露されたことを知らされたという[4]。

## 収録曲

### オリジナル盤
1. さそり座の女
作詞：斎藤律子／作曲：中川博之／編曲：馬飼野俊一
2. ひとりで涙をふきましょう
作詞：丹古晴巳／作曲：叶弦大／編曲：小山恭弘

### 1991年盤
1. さそり座の女 Part1（New Attack Version）
作詞：斎藤律子／作曲：中川博之／編曲：清水靖晃
2. てんで話にならないわ（New Attack Version）
作詞：秋元康／作曲：小林亜星／編曲：鈴木茂
3. さそり座の女 Part1（New Attack Version）〈カラオケ〉
4. てんで話にならないわ（New Attack Version）〈カラオケ〉

## マキシシングル
1. さそり座の女
  - 作詞：斉藤律子 作曲：中川博之
2. お金をちょうだい
  - 作詞：星野哲郎 作曲：中川博之
3. おんなの朝
  - 作詞：西沢爽 作曲：米山正夫
4. さそり座の女（カラオケ）
5. お金をちょうだい（カラオケ）
6. おんなの朝（カラオケ）

## カバー
- 八代亜紀（『演歌ベストヒット曲集』収録）
- 2011年、そのまんま美川（10周年記念2ndシングル『さそりの毒にはかなわない/さそり座の女』に収録。）
  - 御本人の代表曲をものまねタレントがカバーするのは史上初である。
- 2012年、ダウト（アルバム『high collar』に収録）
- 2014年、沼倉愛美、原由実 (アルバム『THE IDOLM@STER STATION‼+ Monday night Fever☆』に収録)
  - ビデオゲームシリーズアイドルマスターの公式ラジオ「THE IDOLM@STER STATION‼+」の番組内リクエストカバーの歌唱を収録。
- 2015年、Anli Pollicino（アルバム『STARGAZER vol.1』に収録）
- 2016年、斉藤功（アルバム『哀愁のギター歌謡 ベスト』に収録）
- 2018年、はるな愛（ミニアルバム『BONダンス』に収録）

## コラボ
- 2015年、クリフエッジ（アルバム『Oh!ENKA』に収録）
  - 本人もラップに挑戦しMVにも出演。
- 2016年、仮面女子
  - ミカワ仮面を結成。
  - 「さそり座の女 feat.仮面女子」